# Юзеф Унруг
Юзеф Міхал Губерт Унруг (Йозеф Міхаель Губерт фон Унру) (пол. Józef Michał Hubert Unrug, нім. Joseph Michael Hubert von Unruh; 7 жовтня 1884 — 28 лютого 1973) — німецький і польський військово-морський діяч, адмірал флоту.

## Біографія
Син германізованого генерал-майора Прусської армії Тадеуша Унруга. Після закінчення гімназії в Дрездені вступив у військово-морський навчальний заклад і почав службу в Імператорському флоті Німеччини в 1907 році. У роки Першої світової війни Унруг служив в підводному флоті, дослужившись до посади командира флотилії підводних човнів.
Після того, як Польща отримала незалежність, Унруг добровольцем записався до лав польської армії. Незабаром він був переведений у новостворювані ВМС молодої держави. Спочатку був начальником Гідрографічної служби, а також знову був командиром флотилії підводних човнів. У новоствореному флоті Унруг був одним з найбільш грамотних офіцерів, що забезпечило йому швидке кар'єрне зростання. В 1925 році, незважаючи на погане володіння польською мовою, він став головнокомандувачем Військово-морськими силами Польщі.
Під час Польської кампанії Унруг відповідав за виконання плану переходу частини флоту в британські порти (Операція «Пекін»). Іншою операцією польських ВМС в той час стало загородження мінами Гданської бухти — план «Ворек». Після того, як польський флот фактично перестав існувати, Унруг продовжував командувати сухопутними силами з метою запобігання захоплення німцями Польського коридору. 1 жовтня 1939 року, після падіння Варшави і Модліна, адмірал вирішив, що продовження оборони Гельської коси, яка все ще залишалася в руках польських сил, безглузде. Наступного дня війська, які знаходилися під його командуванням, капітулювали.
Решту війни адмірал Унруг провів в німецьких таборах для військовополонених. У таборі «Офлаг VII-A» (Мюрнау) він був найстаршим за званням офіцером і командував інтернованими польськими солдатами. До Унруга, як до колишнього кадрового офіцера Імператорських ВМС Німеччини, німці ставилися з великою повагою. Робилися навіть спроби схилити адмірала до нового переходу на службу німецького флоту, з цією метою його відвідували його колишні флотські товариші по службі. Однак Унруг не піддався на вмовляння, більш того, він відмовлявся розмовляти німецькою, заявляючи, що забув цю мову у вересні 1939 року. До роздратування німців, він завжди наполягав на тому, щоб при розмові з ким-небуть, хто не промовляв польською, був присутній перекладач, незважаючи на те, що адмірал говорив німецькою краще, ніж польською. Міцністю свого духу і твердими принципами він вселяв упевненість в своїх підопічних-в'язнів таборів для військовополонених.
Після того, як в червні 1945 року влада в Польщі перейшла до «Тимчасового уряду національної єдності», контрольованого комуністами, Унруг перебрався до Великої Британії, де служив в польських силах, розквартированих на території країн Заходу і брав участь в їх розформуванні. Після визнання західними союзниками ПНР колишній адмірал польського флоту залишився у Великій Британії. Юзеф Унруг помер 25 лютого 1973 року в госпіталі для польських ветеранів в Лаї-ан-Валь. 5 березня того ж року похований у каплиці сімейного палацу Браницьких в Монтрезорі.
24 вересня 2018 року останки адмірала і його дружини Софії були ексгумовані і в супроводі почесної варти доставлені в Польщу, де 2 жовтня 2018 були поховані на гарнізонному цвинтарі ВМС у Гдині.

## Звання
- Лейтенант-цур-зее (1907)
- Оберлейтенант-цур-зее (1909)
- Капітан-лейтенант (1915)
- Морський капітан (1919)
- Командор-підпоручник (1921)
- Командор-поручник (1923)
- Командор (3 травня 1926)
- Контрадмірал (21 грудня 1932)
- Віцеадмірал (2 вересня 1946)
- Адмірал флоту (21 вересня 2018; посмертно)

## Нагороди

### Польща
- Virtuti Militari, золотий хрест (№105)
- Хрест Заслуги (Польща)
  - золотий
  - золотий з мечами (1925)
- Орден Відродження Польщі
  - офіцерський хрест (1928)
  - командорський хрест (1938)
- Пам'ятна медаль учаснику війни 1918-1921 років (1928)
- Медаль «Десятиліття здобутої незалежності» (1928)
- Золота Почесна Відзнака Ліги протиповітряної та газової оборони 1-го ступеня

### Інші країни
- Залізний хрест (Королівство Пруссія)
  - 2-го класу (1915)
  - 1-го класу (1918)
- Орден Білого слона, кавалер (Сіам; 1927)
- Орден Почесного легіону, офіцер (Франція; 1927)
- Орден Данеброг, командорський хрест (Данія; 1931)
- Орден Святого Савви, командорський хрест (Королівство Югославія; 1931)
- Орден Меча (Швеція)
  - командорський хрест 1-го класу (1932)
  - великий хрест (1939)
- Орден Трьох зірок, великий офіцерський хрест (Латвія)

## Вшанування пам'яті
У 1976 році меморіальна плита на честь адмірала Унруга була встановлена в передмісті Гдині.

## Галерея

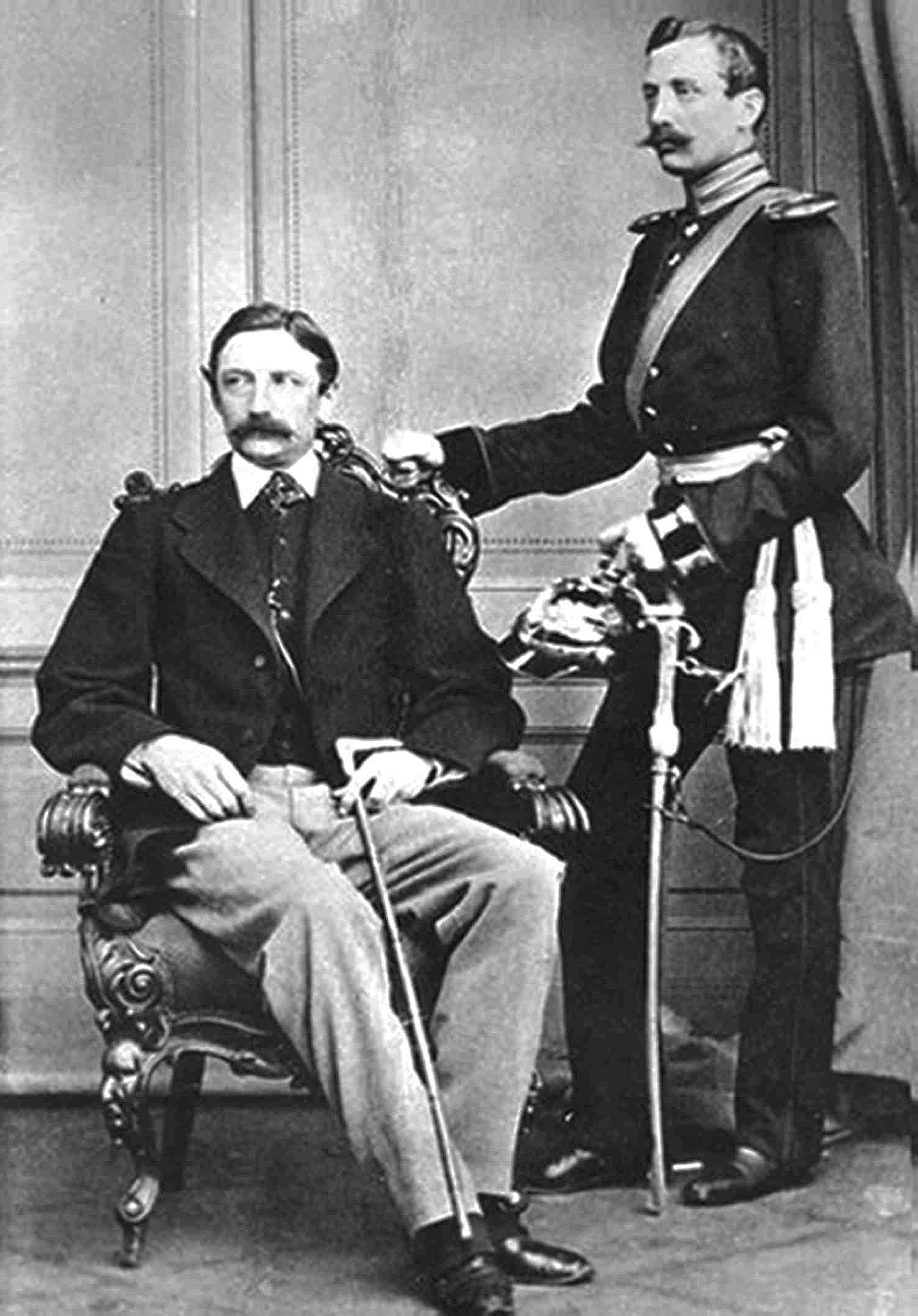
Тадеуш фон Унру (ліворуч) — батько адмірала Унруга.
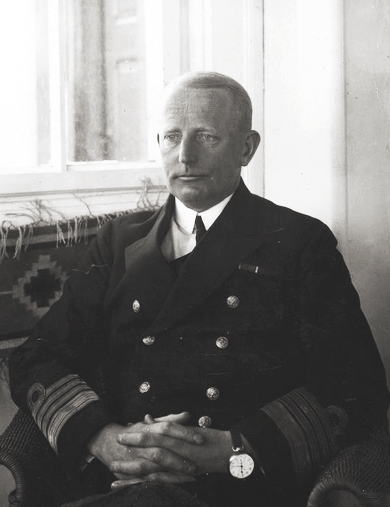
Командор Унруг (1928).
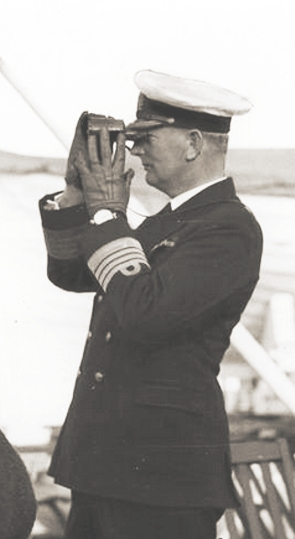
Командор Унруг (1930).
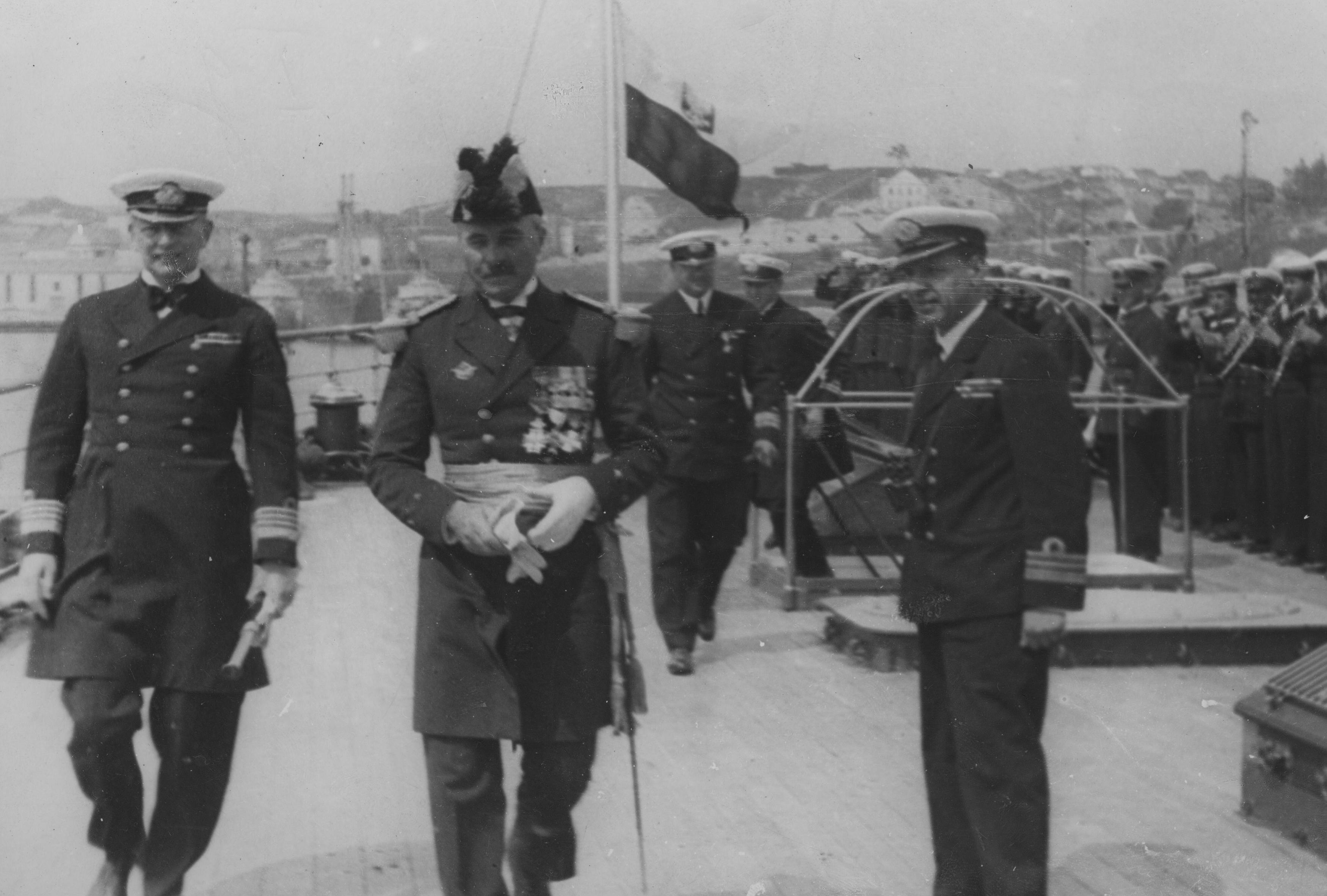
Командор Унруг — крайній ліворуч (1931).
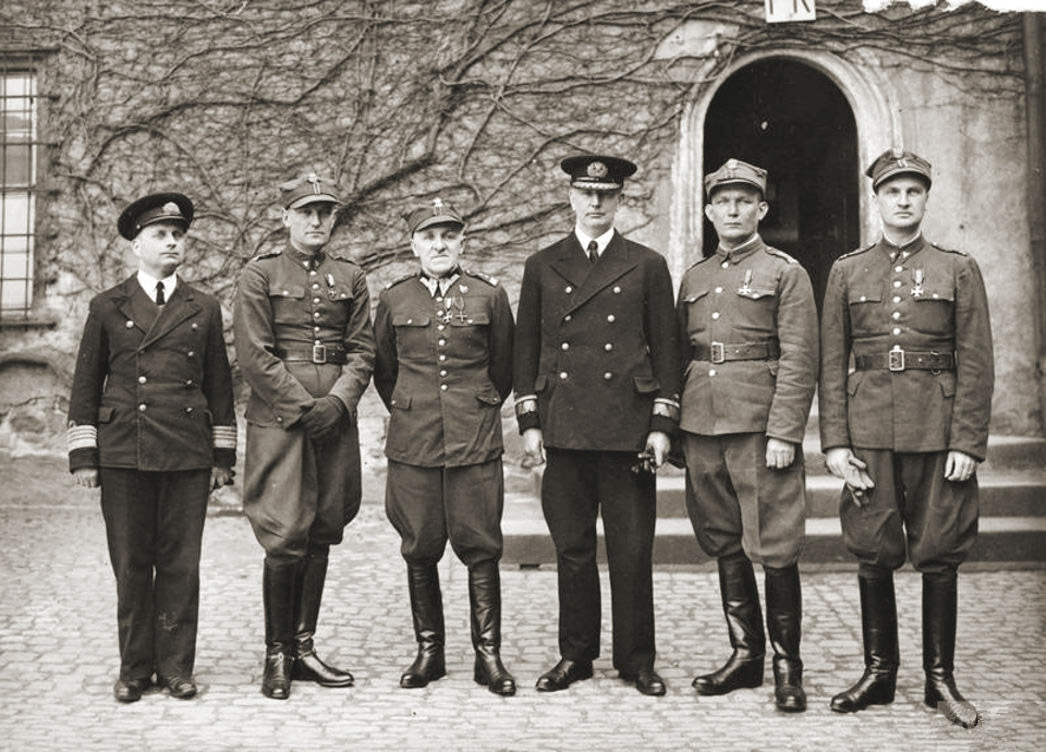
Контрадмірал Унруг (третій праворуч) в німецькому полоні.
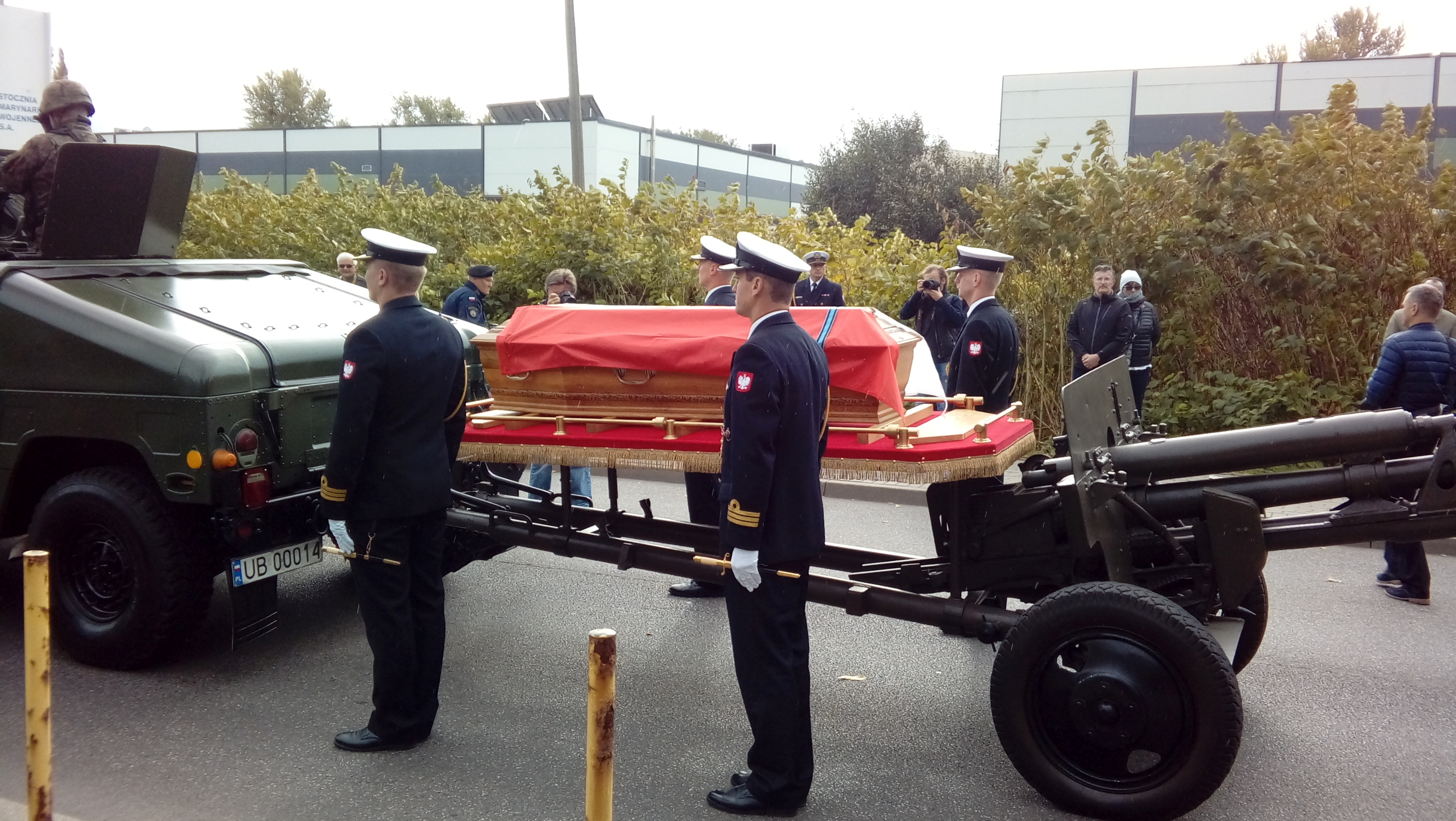
Труна з останками адмірала Унруга (2 жовтня 2018).
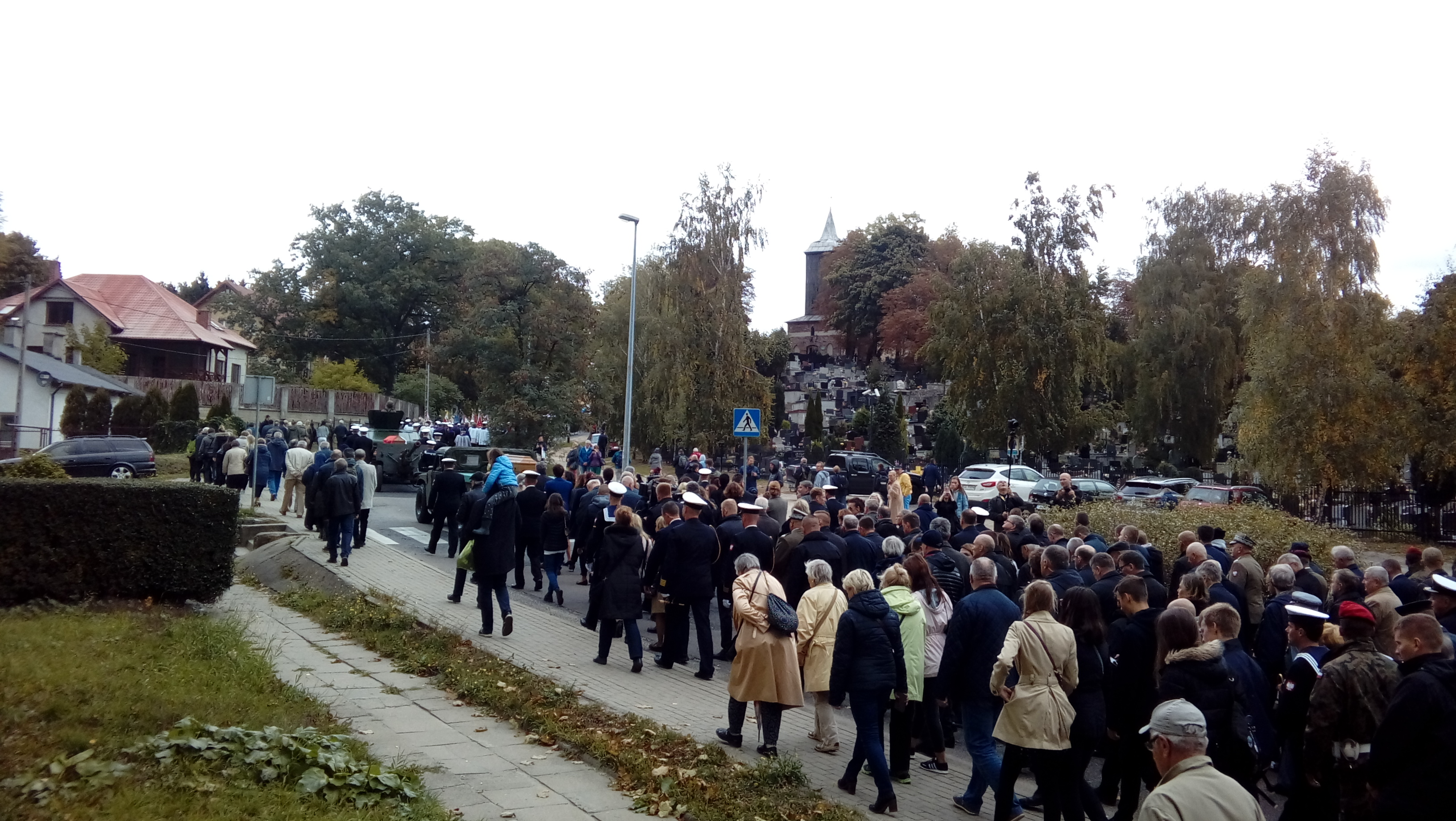
Перепоховання адмірала.